# Allantula
Allantula là một chi nấm thuộc họ Pterulaceae. Đây là chi đơn loài, chỉ chứa 1 loài Allantula diffusa, được tìm thấy ở Brazil.